# Michail Dmitrijewitsch Prochorow

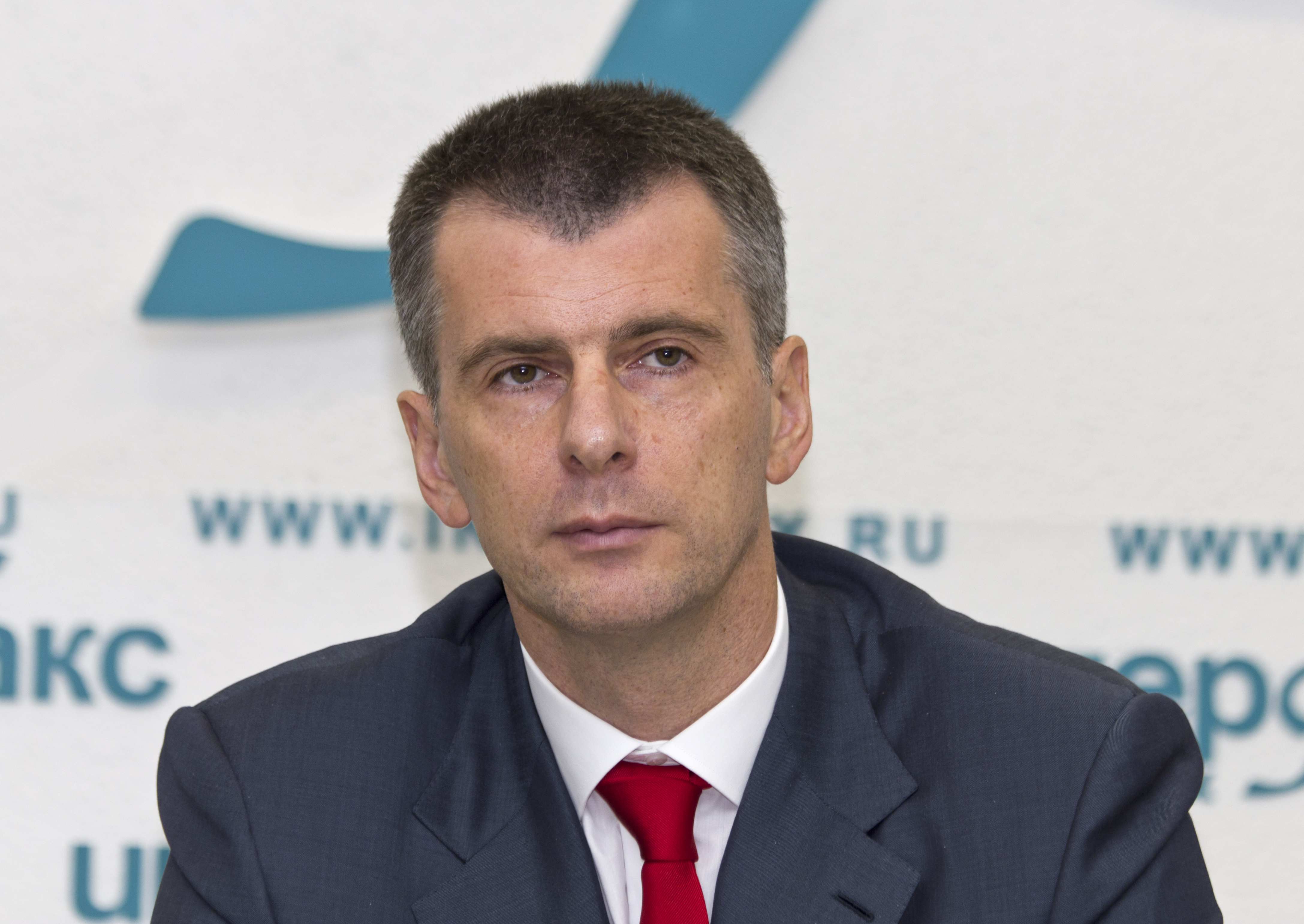
Michail Prochorow (2013)

Michail Dmitrijewitsch Prochorow (russisch Михаил Дмитриевич Прохоров; * 3. Mai 1965 in Moskau) ist ein russischer und israelischer Unternehmer, ehemaliger Generaldirektor der russischen Unternehmen Norilsk Nickel und OJSC Polyus Gold und Politiker.

## Unternehmen
Das Wirtschaftsmagazin Forbes taxiert sein Vermögen im Jahr 2009 auf 9,5 Milliarden US-Dollar. Damit war er der reichste Russe und belegte Platz 40 in der weltweiten Rangliste der Milliardäre. Mit einem Vermögen von 18,5 Milliarden Dollar war Prochorow 2011 der drittreichste Russe. Er beteiligte sich an Unternehmen im Rohstoff- und Energiesektor und verfolgte in den 2000er Jahren eine – auch deutsche Unternehmen einschließende – internationale Expansionsstrategie.
Seit September 2009 gehört Prochorow der größte Anteil am NBA-Verein Brooklyn Nets.

## Politik

### Vorsitz vonRechte Sache
Vom 25. Juni 2011 bis zum 15. September 2011 war Prochorow Vorsitzender der Partei Rechte Sache. Er trat aus dieser vor den Parlamentswahlen 2011 aus, weil sie seiner Ansicht nach ein „Puppenprojekt des Kreml“ war.

### Präsidentschaftskandidatur
Michail Prochorow gab am 12. Dezember 2011 bekannt, bei der Präsidentschaftswahl am 4. März 2012 anzutreten.
Bei der Wahl kam Prochorow auf 7,98 Prozent der Wählerstimmen. Er ging damit als drittstärkster Kandidat hinter Wahlsieger Wladimir Putin und dem Kommunisten Gennadi Sjuganow hervor.

### Gründung derBürgerplattform
Nachdem Prochorow bei der Präsidentschaftswahl unterlegen war, verfolgte er die Gründung einer eigenen Partei, der Graschdanskaja platforma (Гражданская платформа), zu deutsch Bürgerplattform. Die Partei trägt damit den gleichen Namen wie die polnische Bürgerplattform von Donald Tusk.
Die zunächst aus 500 Mitgliedern bestehende Partei werde sich auf die russischen Kommunalwahlen im Herbst konzentrieren, erklärte Prochorow am 4. Juni 2012 in Moskau. Die Partei sei bereit, mit allen anderen Parteien, auch der Regierungspartei, zusammenzuarbeiten, und verfolge einen liberalen, säkularen Weg. Bei den Kommunalwahlen in Russland 2013 gelang es dem von der Bürgerplattform unterstützten Kandidaten Jewgeni Roisman, die Bürgermeisterwahl in Jekaterinburg zu gewinnen.
Die Leitung der Bürgerplattform übernahm im Frühjahr 2014 seine Schwester Irina Prochorowa, jedoch nur bis im Juli 2014, als sie sich nicht mehr mit deren regionalen Gruppierungen identifizieren konnte, welche die Annexion der Krim befürworteten. Sie waren von nun an einfache Mitglieder, während die Partei außenpolitisch zunehmend den Kurs der russischen Regierung unterstützte.
Im März 2015 trat Prochorow aus der Bürgerplattform aus, da der Leiter des politischen Komitees, Rifat Schajchutdinow, zur Teilnahme der Bürgerplattform an der vom Kreml inszenierten Großveranstaltung „Antimaidan“ in Moskau aufgerufen hatte. Er zog sich anschließend aus der Öffentlichkeit zurück; im Juli 2016 wurde bekannt, dass Prochorow offenbar plant, sämtliche Beteiligungen an russischen Unternehmen zu veräußern. Die Neue Zürcher Zeitung berichtete, dass diese Überlegungen möglicherweise auf politischen Druck zurückgehen. Dieselbe Begründung kursierte während des Verkaufes seiner Anteile am Medienunternehmen RBK. In der Zwischenzeit hatte er auch Anteile von Uralkali und des Aluminiumproduzenten UC Rusal verkauft.
Im Januar 2017 veröffentlichte die Regierung der Vereinigten Staaten eine Liste mit Vertrauten des russischen Präsidenten Wladimir Putin, auf der auch Prochorow aufgeführt war.

## Privates
Michail Prochorow ist unverheiratet. 2007 wurde er mit mehreren anderen Gästen im französischen Ski-Ort Courchevel bei einer Prostitutions-Razzia verhaftet.
Von 2008 bis 2014 war er als Nachfolger von Alexander Tichonow Präsident des russischen Biathlon-Verbandes. In seine Amtszeit fällt das durch den McLaren-Report untersuchte Staatsdoping zu den Olympischen Winterspielen 2014.

## Michail-Prochorow-Stiftung
Im Jahre 2004 gründete er die Michail-Prochorow-Stiftung, die in Krasnojarsk (Sibirien) ihren Sitz hat und von Prochorows neun Jahre älterer Schwester Irina Dmitrijewna Prochorowa, einer Literaturwissenschaftlerin und Verlegerin, geleitet wird. Die Stiftung unterstützt sowohl das Nationalorchester von Michail Pletnjow als auch Dorfbibliotheken in Sibirien.